# Psychotria tahanensis
Psychotria tahanensis är en måreväxtart som beskrevs av Markus Ruhsam. Psychotria tahanensis ingår i släktet Psychotria och familjen måreväxter. Inga underarter finns listade i Catalogue of Life.